# Елейн (Арканзас)
Елейн (англ. Elaine) — місто (англ. city) в США, в окрузі Філліпс штату Арканзас. Населення — 509 осіб (2020).

## Географія
Елейн розташований за координатами 34°18′31″ пн. ш. 90°51′12″ зх. д. / 34.30861° пн. ш. 90.85333° зх. д. (34.308574, -90.853346).  За даними Бюро перепису населення США в 2010 році місто мало площу 1,32 км², уся площа — суходіл.

## Демографія
Згідно з переписом 2010 року, у місті мешкало 636 осіб у 245 домогосподарствах у складі 163 родин. Густота населення становила 484 особи/км².  Було 281 помешкання (214/км²). 
Расовий склад населення:
| - 60,8 % — чорних або афроамериканців - 36,6 % — білих - 0,2 % — азіатів |

До двох чи більше рас належало 1,6 %. Іспаномовні складали 1,4 % від усіх жителів.
За віковим діапазоном населення розподілялося таким чином: 31,0 % — особи молодші 18 років, 54,7 % — особи у віці 18—64 років, 14,3 % — особи у віці 65 років та старші. Медіана віку мешканця становила 32,8 року. На 100 осіб жіночої статі у місті припадало 89,3 чоловіків;  на 100 жінок у віці від 18 років та старших — 79,2 чоловіків також старших 18 років.
Середній дохід на одне домашнє господарство  становив 30 008 доларів США (медіана — 20 156), а середній дохід на одну сім'ю — 35 644 долари (медіана — 22 708). За межею бідності перебувало 42,0 % осіб, у тому числі 59,2 % дітей у віці до 18 років та 28,5 % осіб у віці 65 років та старших.
Цивільне працевлаштоване населення становило 220 осіб. Основні галузі зайнятості: освіта, охорона здоров'я та соціальна допомога — 26,8 %, сільське господарство, лісництво, риболовля — 24,5 %, роздрібна торгівля — 14,1 %, виробництво — 10,5 %.